# Andrealfus

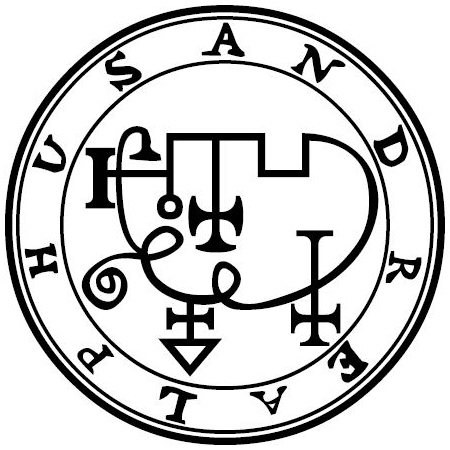
Sigil służący do przywołania Andrealfusa

Andrealfus – w tradycji okultystycznej, sześćdziesiąty piąty duch Goecji. Znany również pod imionami Andrealphus, Androalphus i Androalfus. By go przywołać i podporządkować, potrzebna jest jego pieczęć, która według Goecji powinna być zrobiona ze srebra.
Jest potężnym markizem piekła. Rozporządza 30 legionami duchów.
Naucza geometrii, a także wszystkiego co jest związane z pomiarami i astronomią. Uczy sztuki dyskutowania, może zamienić ludzi w ptaki.
Wezwany ukazuje się pod postacią pawia, przy czym wywołuje wiele szumów. Porozumiewa się niskim głosem. Czasami przybiera ludzką postać.